# José Rodríguez de la Oliva
José Rodríguez de la Oliva est un peintre et sculpteur espagnol de l'époque baroque, est né à San Cristóbal de La Laguna (Tenerife) en 1695 et est mort en 1777 dans la même ville. Il est surnommé « El Moño » et était l'un des artistes les plus représentatifs et les plus célèbres des îles Canaries.  

## Biographie
Il est né le 15 décembre 1695 la ville de San Cristóbal de La Laguna (Tenerife). Il a été baptisé le 31 du même mois dans la première paroisse de la Conception à La Laguna.
Parmi ses sculptures met en évidence l'image de Notre-Dame de Remedios, dans la paroisse de San Marcos à Tegueste et la conception de la garde du Saint Sacrement de l'église de Santo Domingo, à La Laguna.
Également en vedette sont des peintures représentant la Vierge de la Candelaria (patronne des îles Canaries) et la Vierge del Pino. José Rodríguez de la Oliva a également fait le célèbre portrait "post-mortem" de Sor Maria de Jésus. Il est également connu qu'il a fait un portrait dans la vie du corsaire Amaro Pargo, bien que ce travail manque aujourd'hui.
José Rodríguez de la Oliva est mort le 27 novembre 1777 à San Cristóbal de La Laguna. Il a été enterré dans l'ancienne paroisse de Notre-Dame de Remedios ville, actuellement cathédrale de San Cristobal de La Laguna.

## D'autres données
Outre son côté artistique, José Rodríguez de la Oliva était un militaire important. Les 6 juin 1743 a été déclarée par décret royal lieutenant dans le Teniente en el Regimiento de Forasteros et 4 décembre 1747 a atteint le grade de capitaine par brevet royal.